# مستأجر (فیلم ۱۹۷۶)
مستأجر (انگلیسی: The Tenant) عنوان یک فیلم ترسناک روانشناسانه به کارگردانی رومن پولانسکی است که در سال ۱۹۷۶ منتشر شد. این فیلم بر اساس رمان مستأجر از رولان توپور ساخته شده است. مستأجر آخرین فیلم از «سه‌گانه آپارتمانی» پولانسکی پس از انزجار و بچه رزماری است. این فیلم به جشنواره فیلم کن ۱۹۷۶ راه یافت. این فیلم در فرانسه در مجموع ۵۳۴٬۶۳۷ تماشاگر داشت.